# Uretsete Mons
L'Uretsete Mons è una struttura geologica della superficie di Venere.